# 로마 지하철 B선
로마 지하철 B선(이탈리아어: Linea B)은 이탈리아 로마에서 운행되는 로마 지하철의 노선 중 하나이다. 이름과는 달리 B선은 도시에서 가장 먼저 개통한 지하철 노선이다. 북동부에 있는 레비비아 역과 콘카 도로 역에서 시작해서 남부에 있는 EUR 지구 내의 라우렌티나 역에서 끝나며 로마 시를 대각선으로 가로지르며 테르미니 역에서 A선과 교차한다. 현재 B선은 시종착역을 포함하여 총 25개의 역이 있으며, 노선색은 ●파란색이다.

## 개요
첫 열차는 오후 5시 30분, 마지막 열차는 오후 11시 30분에 운행된다. 2008년 1월 18일부터 금요일과 토요일에는 마지막 열차가 새벽 1시 30분까지 운행된다. 하루에 총 300,000여명의 승객이 이용하고 377차량이 운행되며, 피크 타임 시간대의 배차 간격은 4.5분, 다른 시간대에는 6분, 피크 타임이 아닌 대부분의 시간대에는 최대 10분 정도이다.

## 역사
B선은 사실 이름과는 달리 로마에서 처음으로 지어진 지하철 노선이다. 1930년대에 파시스트 정부는 중앙 기차역인 테르미니 역과 로마 동남부에 위치한, 1942년 로마 만국 박람회를 열기로 계획했었던 새로운 지구인 E42 지구 사이를 연결해줄 빠른 수단을 찾고 있었고 그 과정에서 B선이 계획되었다. 그러나 1940년 이탈리아가 제 2차 세계 대전에 참전하게 되면서 엑스포는 열리지 않게 되었다. 공사가 중단될 때 로마 중심부에 있던 지하철 터널 일부 (테르미니-피라미데 구간)는 완공되었고 전쟁 중에 방공호로 쓰여지기도 했다.
1948년부터 지하철 공사가 다시 재개되었으며, 이전 계획 그대로 한때 만국박람회가 열릴 곳이었던 EUR라는 이름의 상업 지구를 향해 공사했다. 1955년 2월 9일 마침내 루이지 에이나우디 이탈리아 대통령이 정식 개통을 선언했으며, 통상적인 운행은 다음날부터 시작했다.
1990년 B선은 로마 동부를 향해서 테르미니에서 레비비아까지 연장되었으며, 모든 역은 현대화되었다. 2012년 6월 13일에는 B1선이 개통되었다. 이 노선은 B선의 지선으로 볼로냐에서 콘카 도로까지 세 개의 역을 가지고 있는데, 바로 산타녜세 / 안니발리아노, 리비아, 콘카 도로 역이다.

## 연장 계획
최근 개통된 B1선은 콘카 도로에서 피아찰레 조니오 역으로, 그 다음에는 부팔로라타 역으로 연장되고 있는 중이다.
B1선이 개통한 이후, 레비비아 역을 넘어서 두 개의 역을 신설하여 연장하기로 계획되었다. '산 바실리오 역'과 '토라치아-카살 모나스테로 역'이 신설된다.

## 운행 차량
1955년 B선이 개통할 때 처음으로 쓰인 차량은 MR100과 MR200 시리즈 (둘을 합쳐서 Automotrice Stanga-TIBB라는 차종으로 알려져 있음)였으며, 1990년에 모두 퇴역했다. 로마-리도 선에서도 비슷한 차량이 쓰였고 그중 일부는 아직도 계속 사용되고 있다.
현재 B선에서는 대부분 안살도브레다가 만든 MB100 차량을 사용하고 있다. 이 차량은 1990년에 노화된 MR100과 MR200 차량을 대체하는 것 뿐만 아니라 동쪽 방향으로 레비비아 역까지 개통한 것에 따른 승객 증가에 대처하기 위해 도입했다. 이 차들은 심하게 그래피티로 도배되어 있는데, 1970년대 뉴욕 지하철 열차의 모습이 그대로 B선의 열차에 나타난 것이다. MB100 차량은 차후에 다시 재생산될 예정이다. 또한 MB100 차종과 비슷한 전 차량이 페루의 리마 지하철을 위해 생산될 예정이다.
또한 B선에서 사용되는 가장 최근의 차종으로는 로마 지하철 A선에서 쓰이는 것과 비슷한 CAF MA300 차량이 있다. 이 MA300 차량은 2010년부터 B선에서 운행을 시작했다.

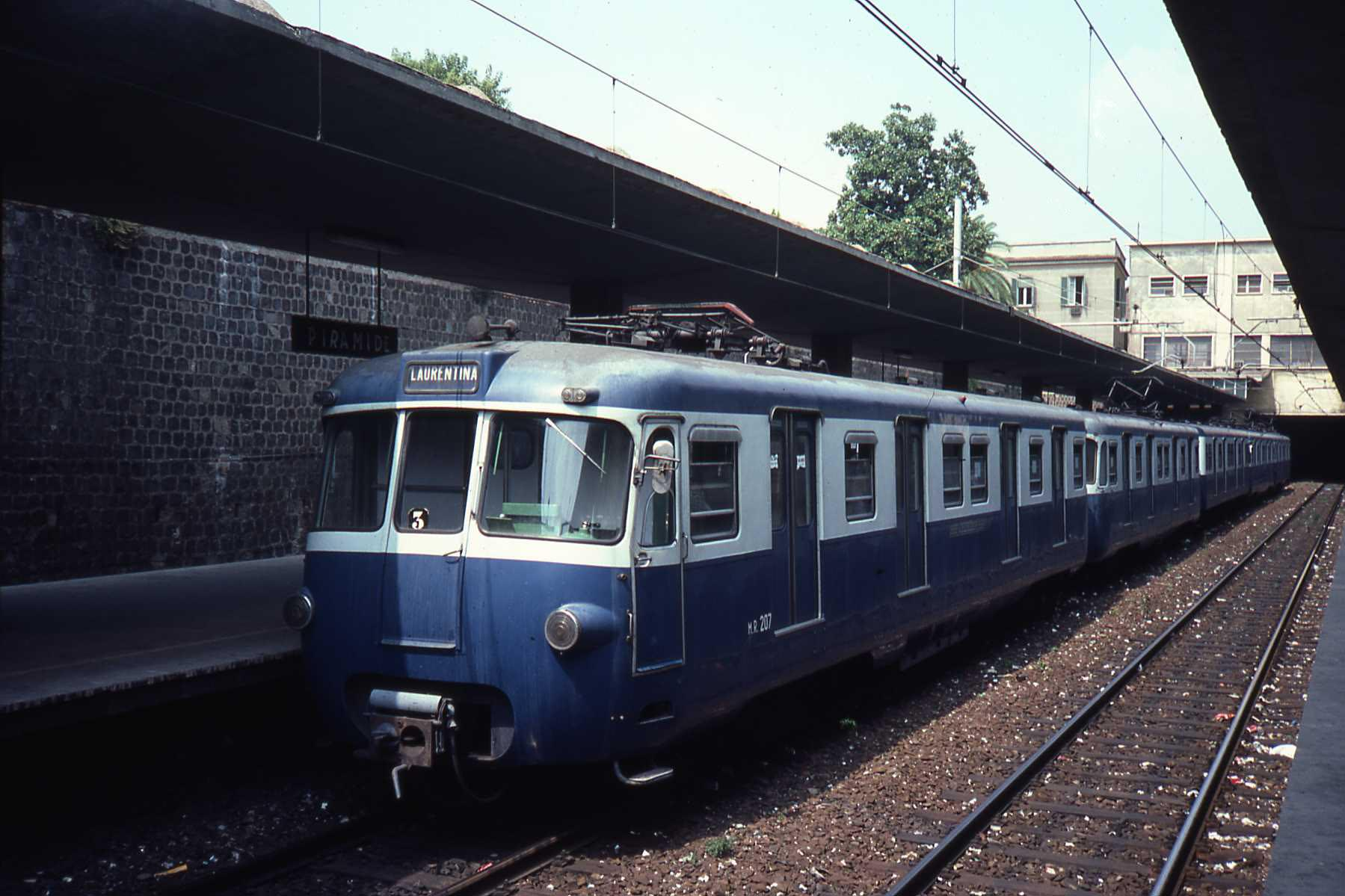
1984년 피라미데 역에서 촬영한 MR200 차량
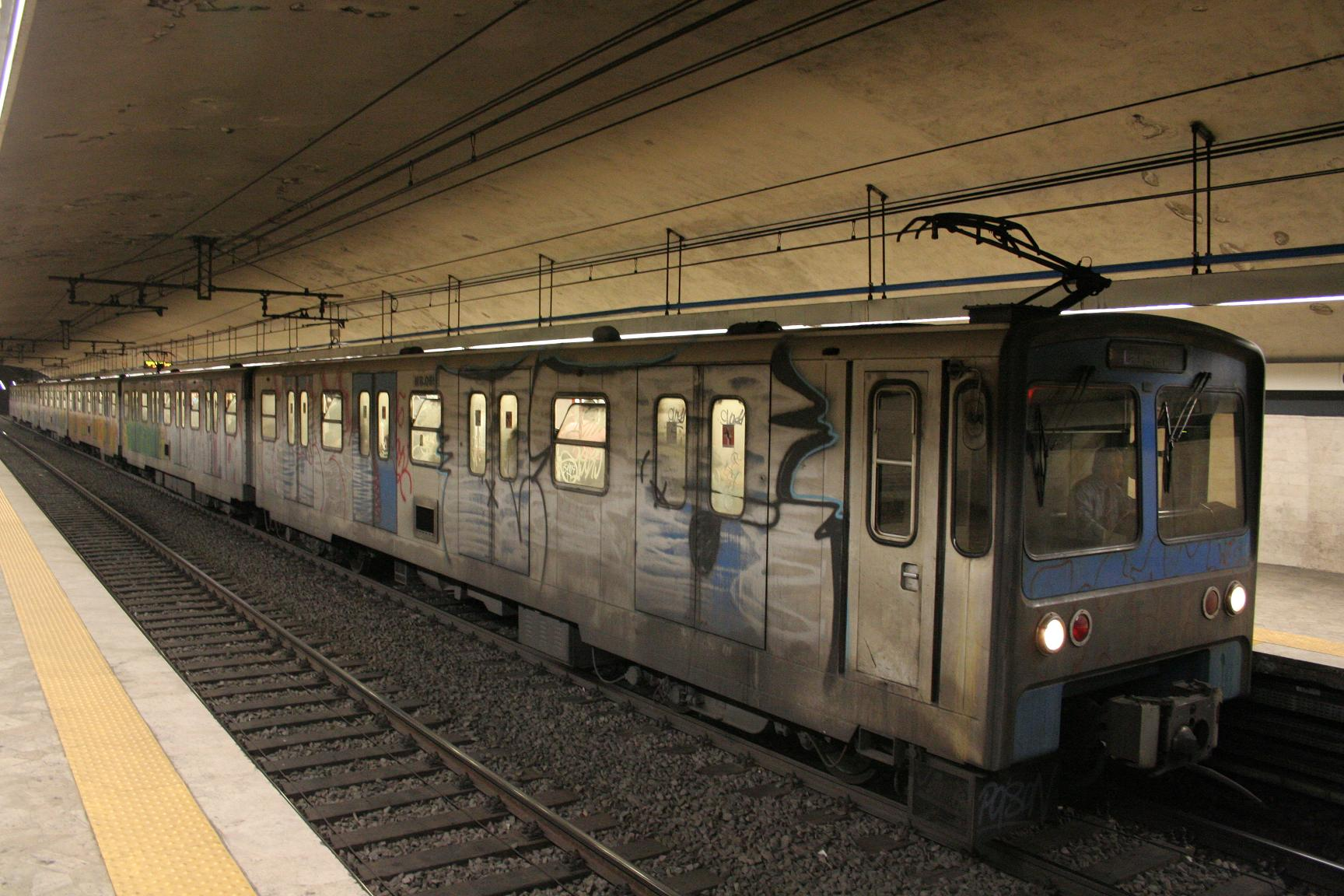
콜로세오 역에서 촬영한 MB100 차량
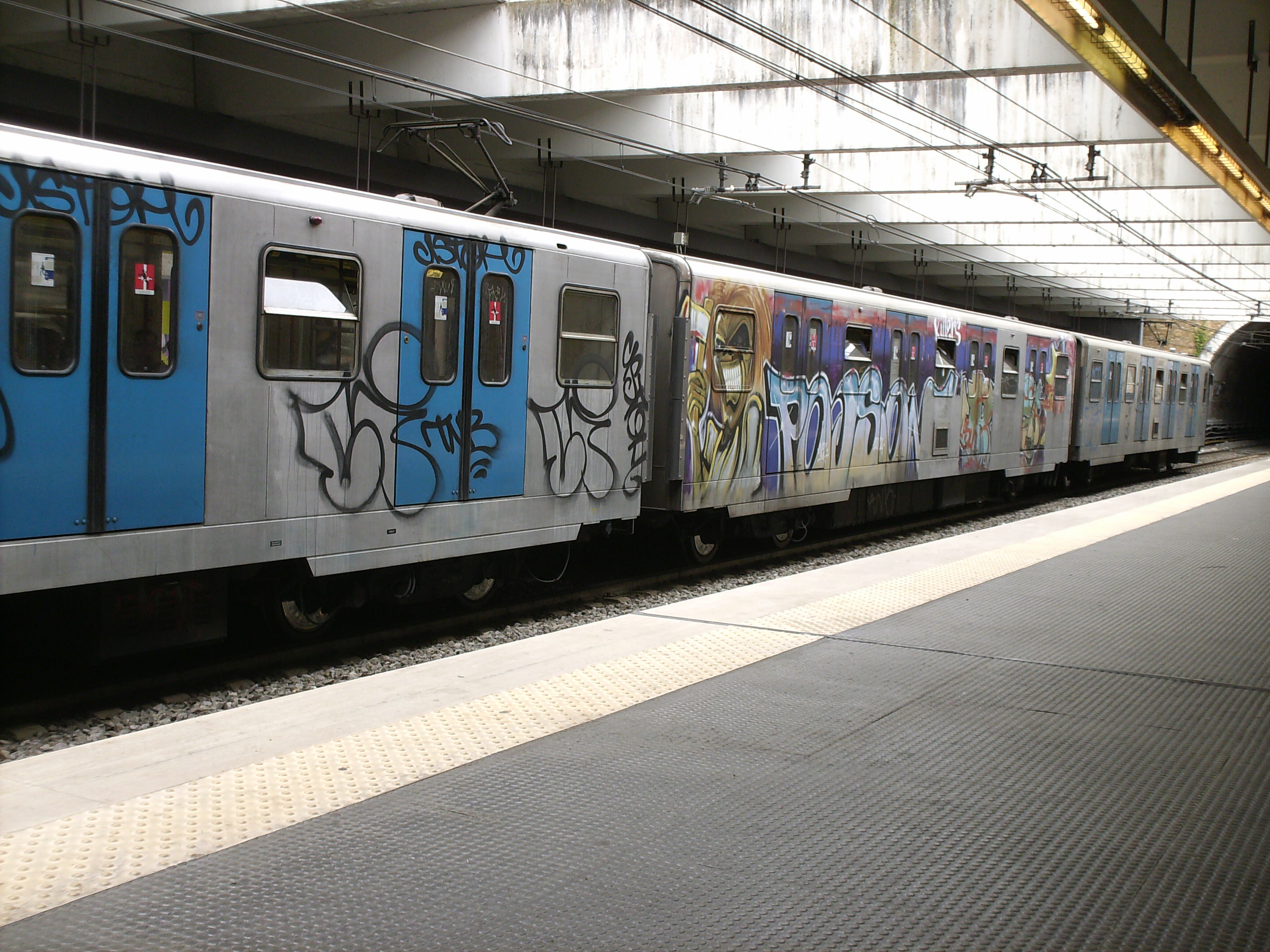
그래피티에 뒤덮인 채 마르코니 역에 정차해 있는 1990년 생산된 MB100 차량의 모습.

## 지도
- 로마 지하철 및 교외 철도 보관됨 2014-12-13 - 웨이백 머신
- 로마 지하철 건설 계획 지도